# Hubert Groß
Hubert Groß (* 15. April 1896 in Edenkoben; † 5. Februar 1992 in Augsburg) war ein deutscher Architekt und Baubeamter, Stadtbaurat in Würzburg und 1939/1940 Stadtplaner im besetzten Warschau.

## Leben

### Jugend und Studium
Groß wurde als Sohn eines Schreiners geboren. Er besuchte das Progymnasium in seinem Geburtsort und das humanistische Gymnasium in Neustadt an der Weinstraße. Nach Ablegung der Reifeprüfung wurde er mit Beginn des Ersten Weltkriegs eingezogen und an der rumänischen Front eingesetzt. In Grafenwöhr absolvierte er von Dezember 1916 bis April 1917 einen Offizierslehrgang und kehrte anschließend wieder an die rumänische Front zurück. Durch einen Streifschuss verwundet, wurde Groß im September 1917 in seinen Heimatort beurlaubt. Nach Rückkehr an die Ostfront erfolgte eine Verlegung seiner Einheit im Mai 1918 an die Westfront nach Guignicourt bei Reims. Eine zweite Verletzung am 2. Juni 1918 durch eine Schusswunde am Knie zwang Groß zu einem zweimonatigen Lazarettaufenthalt in Ingolstadt. Von Bamberg aus kehrte er in der zweiten Oktoberhälfte 1918 wieder an die Westfront zurück, um im November 1918 in Oudenaade das Kriegsende zu erleben. Über Bamberg und einer Quarantäne in Griesheim, gelangte Groß im Frühjahr 1919 wieder in seinen Heimatort Edenkoben.
Sein ursprünglicher Berufswunsch, als aktiver Offizier in die Reichswehr übernommen zu werden, war durch den Kriegsausgang vereitelt worden. Dem Ansinnen seiner Eltern, ein Theologiestudium aufzunehmen, konnte Groß keine große Begeisterung entgegenbringen. So gab das Treffen anlässlich eines Festkommers’ mit seinem alten Klassenkameraden Wilhelm Schulte II., im August 1919 für ihn den Ausschlag, Architektur zu studieren. Die Nachkriegsverhältnisse in der von Frankreich besetzten Pfalz veranlassten ihn, sein Studium im Herbst 1919 in München aufzunehmen. Seiner konservativ-nationalen Grundeinstellung entsprechend leistete er Widerstand gegen separatistische Strömungen in seiner französisch besetzten Heimat durch das Ankleben von patriotischen Gedichten in Neustadt an der Weinstraße.
Das im Herbst 1919 aufgenommene Architekturstudium in München beendete Groß mit der Diplom-Hauptprüfung im Frühjahr 1923. Zu seinen Lehrern zählten so bekannte Architekten wie Friedrich Thiersch, German Bestelmeyer und Theodor Fischer. Als Student wurde er auch Mitglied des süddeutschen katholischen Studentenbundes „Alemania München“.

### Oberpostdirektion Speyer
Nach seiner Heirat am 28. April 1923 kehrte Groß in die Pfalz zurück und begann am 1. Juni 1923 ein Arbeitsverhältnis als Baureferendar bei der Oberpostdirektion Speyer, die ihn bei der Postbauleitung in Landau in der Pfalz einsetzte. Aufgrund der immer noch andauernden französischen Besatzung der Pfalz befand sich der Sitz der Oberpostdirektion im mainfränkischen Würzburg. Die Betreuung eines Verwaltungsbaues band Groß bis 1925 in Landau. Anschließend wechselte er nach Speyer, wurde dort nach Ablegung der Staatsprüfung ins Angestelltenverhältnis übernommen und binnen kurzem zum stellvertretenden Referatsleiter bestellt. Schon zu dieser Zeit war er neben der dienstlichen Betreuung von Postbauten nebenberuflich mit seinem Freund und Bundesbruder Wilhelm Schulte II. auch beim Bau von Kirchen und Beamtenwohnungen in Pirmasens tätig.

### Würzburg
Nach einer erfolglosen Bewerbung um die Stelle eines Stadtbaurates in Homburg an der Saar, wurde Groß am 15. Februar 1931 zunächst als „Wissenschaftlicher Hilfsarbeiter“ des Hochbauamtes der Stadt Würzburg im Angestelltenverhältnis eingestellt. Eine Übernahme ins Beamtenverhältnis, wie von Groß angestrebt, wurde zunächst nur in Aussicht gestellt. Gleichzeitig wurde auch Rudolf Schlick, der bei Groß in Speyer als Referendar gewesen war, neuer Leiter des Stadtplanungsamtes von Würzburg.
1932 trat Groß, der zuvor Mitglied der Zentrumspartei war, in die Bayerische Volkspartei ein und wurde im Januar 1933 von der Stadt Würzburg als Leiter des Hochbauamtes in das Beamtenverhältnis übernommen. Seine Kompetenzen und dienstlichen Aufgaben sah er allerdings als nicht befriedigend an. Dies änderte sich erst mit der Machtübernahme der Nationalsozialisten 1933 und dem damit auch in Würzburg ausgelösten Aufgabenzuwuchs durch die Schaffung zahlreicher neuer städtischer Bauten. Groß zeigte sich empfänglich von dem durch die neuen politischen Machthaber bewirkten wirtschaftlichen Aufbruch in Deutschland, den er durchaus auch für seine Karriere als nützlich ansah, selbst wenn er der nationalsozialistischen Ideologie keine Begeisterung entgegenbringen konnte. Er sah jedoch die handfesten Vorteile einer Anpassung an die neue politische Richtung, deren totalitäres Selbstverständnis nur noch Anhänger und Gegner kannte. So trat er zum 1. Mai 1933 der NSDAP bei (Mitgliedsnummer 3.439.570) und wurde Mitglied des „Stahlhelms“. Als dieser im Mai 1934 in die SA überführt wurde, war er SA-Mann; gleichzeitig war er seit 1933 Kreispropagandawart des Nationalsozialistischen Bundes Deutscher Techniker, seit 1934 Leiter der Heimstätten in der Kreisverwaltung der Deutschen Arbeitsfront, seit 1936 Landessiedlungswart im Landesverband des Reichsbundes der Kinderreichen und ehrenamtlicher Geschäftsführer der gemeinnützigen Baugesellschaft für Kleinwohnungen. Aus der SA ist Groß allerdings zum 1. August 1936 wieder ausgetreten. Beim Anschluss Österreichs wurde Groß zu einem Straßenbaubataillon der Wehrmacht einberufen.
Zum 1. Januar 1939 ordnete der Würzburger Oberbürgermeister Theo Memmel aus nicht näher bekannten Gründen einen Wechsel in der Leitung des Stadtplanungsamtes und des Hochbauamtes an, so dass Groß nunmehr das Amt für Stadtplanung und Stadterweiterung und sein Kollege Schlick das Hochbauamt übernahmen. In dieser Position wuchs Groß mit der von der Regierung von Mainfranken geforderten Erstellung eines Wirtschaftsplanes, die nach seinen Angaben größte und wichtigste Aufgabe seines Lebens zu. Obwohl ihm die fachtheoretischen und praktischen Erfahrungen hierfür fehlten, sah er die neue Aufgabe als Herausforderung, die noch an Attraktivität gewann, als er im März 1939 Kenntnis davon erlangte, dass Würzburg durch „Erlaß des Führers und Reichskanzlers über städtebauliche Maßnahmen in der Stadt Würzburg“ vom 17. Februar 1939 (RGBl. I, S. 265) zur Neugestaltungsstadt im Sinne des „Führererlasses“ vom 4. Oktober 1937 (RGBl. I, S. 1054) erklärt wurde und der mainfränkische Gauleiter den Auftrag erhielt, die im Erlass vom 4. Oktober 1937 genannten Maßnahmen durchzuführen. In Eigeninitiative entwarf Groß mit seinen Mitarbeitern Hans Schädel, Karl Schmaderer und Otto Nürnberger, der im Tiefbauamt für den Bau des neuen Hafens in Zell zuständig war, vier Varianten zur Neugestaltung der Gauhauptstadt Würzburg. Bereits am 11. April 1939 konnte Groß ein Gipsmodell im Maßstab 1:250, das eine Münchner Fachwerkstatt angefertigt hatte, zusammen mit dem ersten Bauvorschlag mit der Bezeichnung „0“ vorweisen. Komplettiert durch drei weitere Varianten präsentierte Groß diese Anfang Mai 1939 dem Stadtoberhaupt und dem Gauleiter von Mainfranken Otto Hellmuth. Dem Gauleiter gelang es schon am 13. Mai 1939 die Modelle dem Generalbauinspektor für die Reichshauptstadt und NS-Architekten, Albert Speer, bei dessen Besuch in Würzburg vorzustellen und begutachten zu lassen. Die Arbeit von Groß stieß auf eine positive Resonanz bei Adolf Hitlers Lieblingsarchitekten, so dass dieser die Pläne und Modelle auf den Berghof schaffen ließ, um sie Hitler und etwa 50 Gästen am 20. Juni 1939 vorzuführen.
Groß konnte dort zusammen mit dem Würzburger Oberbürgermeister Memmel und Gauleiter Hellmuth seine Planungen persönlich vorstellen und Fragen beantworten. Hitler äußerte sich zustimmend und entschied sich seltsamerweise für die Weiterentwicklung der Variante, die eine asymmetrische Anordnung der Baublöcke vorsah. Vom Ergebnis der Planpräsentation und -prüfung an höchster Stelle, erstattete Oberbürgermeister Memmel dem Würzburger Stadtrat am 15. August 1939 Bericht:
Er selbst und Baurat Groß waren bei der Besprechung auf dem Obersalzberg zugegen. Eingehend habe der Führer die Entwürfe und Skizzen, die von Baurat Groß und seinen Mitarbeitern Schädel, Schmaderer und Nürnberger erstellt waren, besichtigt. Grundsätzlich sei der Führer mit den Bauprojekten einverstanden gewesen und habe u. a. Würzburg als „Juwel unter den Städten“ und als „unerhört schöne Stadt“ bezeichnet. Die zuständigen städt. Stellen müßten sich deshalb der Größe ihrer Aufgabe bewußt sein. Die Stadtverwaltung habe von Reichsinspekteur Speer den ehrenvollen Auftrag erhalten die gesamten Vorprojekte die sonst nur ganz bestimmten Architekten zugewiesen werden, fertig zu stellen. Diese Arbeiten würden etwa in einem halben Jahr beendet sein. Dann könne erst die Genehmigung des Führers zum endgültigen Umbau der Stadt, der wohl 10 Jahre in Anspruch nehmen dürfte, eingeholt werden.
Die weitere Bearbeitung musste jedoch bald darauf zurückgestellt werden, da zunächst der Wirtschaftsplan vorrangig war und Groß bereits am 20. August 1939 als Führer der 3. Kompanie des Straßenbaubataillons 571 zu einer Übung nach Ingelfingen eingezogen wurde. Am 1. September 1939, also dem Beginn des Überfalls auf Polen, wurde die Einheit von Groß in das oberschlesische Windenau zum Bau eines Knüppeldammes im Kreis Rosenberg beordert. Im Oktober absolvierte Groß in Oberhausen-Sterkrade eine „Einschulung auf (den) Felddienst“.

### Warschau

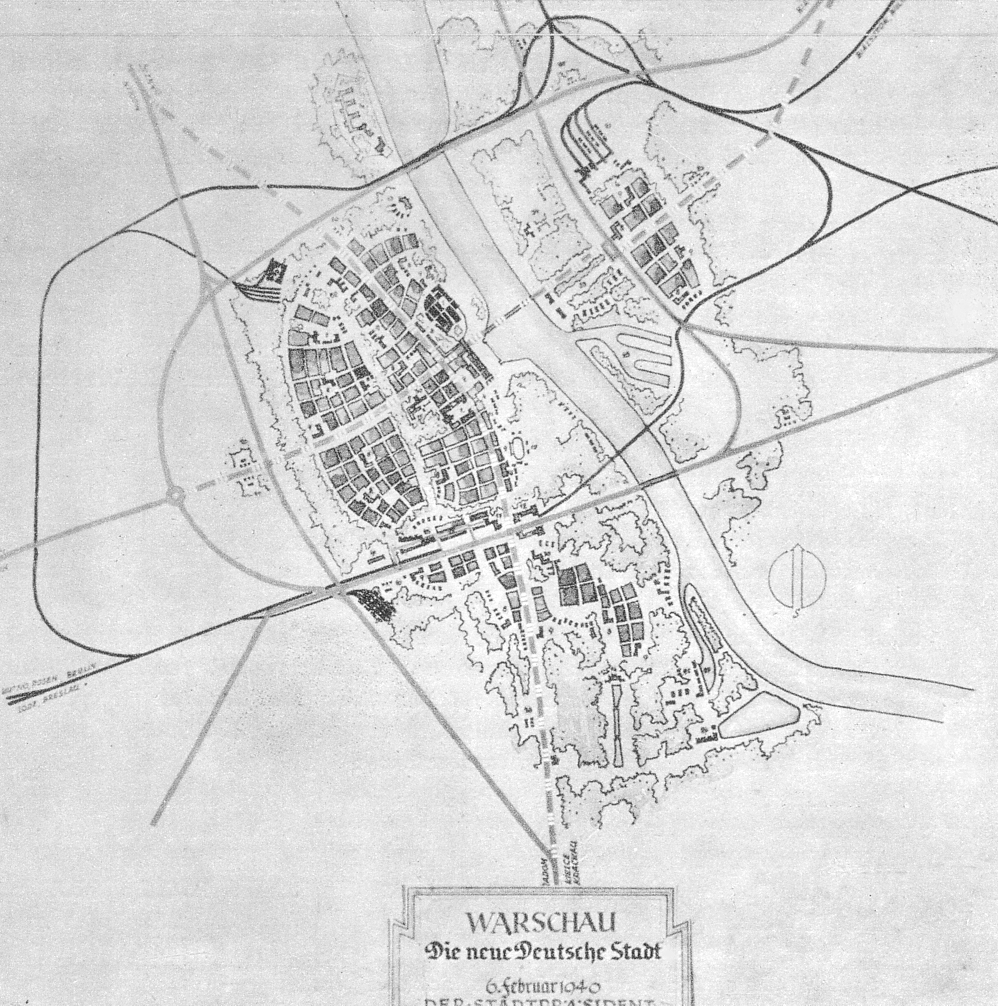
Sogenannter Pabst-Plan, gefertigt von Hubert Groß und weiteren Würzburger Stadtplanern

Nach Ende des Überfalls auf Polen und der Militärverwaltung am 25. Oktober 1939 sowie dem Aufbau einer deutschen zivilen Besatzungsverwaltung, wurde der Stadtkämmerer von Würzburg, Oskar Rudolf Dengel, am 4. November 1939 zum Stadtpräsidenten von Warschau ernannt. Für die geplante Umgestaltung von Warschau in eine „deutsche Stadt“ holte sich Dengel in der zweiten Dezemberhälfte 1939 Groß und etwa 20 weitere Mitarbeiter der Stadt Würzburg nach Warschau und beauftragte diese mit einem Entwurf zum „Abbau der Polenstadt“ und den Umbau in eine „neue Deutsche Stadt Warschau“. Außerdem hatte dieser Mitarbeiterstab Dengels die Aufsicht über die städtischen Dienststellen von Warschau wahrzunehmen.
In seinen Erinnerungen formulierte Groß: „Es ging darum, einen Planungsgedanken zu entwickeln, wie und wo dem Stadtgebilde mit umfangreichen Bauten für Partei und Staat der Stempel einer deutschen Stadt aufgeprägt werden kann.“
Dengel ernannte Groß am 15. Januar 1940 zum Leiter der Abteilung VII für Hochbau, Städtebau und Baupolizei sowie Erwin Suppinger, den Leiter des Würzburger Tiefbauamtes, zum Leiter der Abteilung VIII für Tiefbau, Straßenräumung, Straßenunterhaltung, Kanalisation, Brücken, Straßenreinigung, Kraftwagenpark und Betriebsstoffversorgung.
Die gemeinsamen Anstrengungen des Würzburger Planungsstabes mündeten in einer Projektdokumentation mit dem Titel: „Warschau, die neue Deutsche Stadt“, deren Deckblatt folgende Aufschrift erhielt: „Diese Arbeit wurde ausgeführt von Stadtplanern aus Würzburg, deren Würzburger Städteplan am 20.6.39 die Anerkennung des Führers gefunden hat. Ich danke meinen Mitarbeitern für das Werk und lege dasselbe in die Hände des Generalgouverneurs der besetzten polnischen Gebiete Reichsminister Pg. Dr. Frank. Warschau, den 6. Februar 1940. Der Stadtpräsident Dr. Dengel“.
Dieses unzutreffend als Pabst-Plan (nach dem Nachfolger von Groß in Warschau Friedrich Pabst) bekannte und im Warschauer Stadtmuseum ausgestellte Planwerk besteht aus 15 Tafeln in einer gebundenen 59 × 75 cm großen Mappe, mit Zeichnungen über das Netz der Eisenbahnen und Straßen, der Kriegszerstörungen, dem vorgesehenen Abbau der vorhandenen Bebauung und der Darstellung der neuen Bauabschnitte für die künftige deutsche Bevölkerung sowie Modellfotos und eine Panoramazeichnung und ein Panoramafoto. Ziel war die Reduzierung der polnischen Millionenstadt auf etwa 40.000 Einwohner und die Schaffung einer deutsch dominierten Kernstadt durch den sogenannten Abbau der Polenstadt und die Aussiedlung der jüdischen Bevölkerung.

### Teilnahme am Westfeldzug
Nach einigen Urlaubstagen, die Groß in seinem 1938 in Veitshöchheim bei Würzburg errichteten Eigenheim verbrachte, nahm er seinen Dienst wieder bei seiner alten Einheit in Sterkrade auf. Die Einheit wurde nunmehr zur Vorbereitung des Westfeldzuges eingesetzt und baute hierfür eine Straße zwischen Wesel und Geldern. Groß nahm am Krieg gegen Holland und Frankreich teil, der am 10. Mai 1940 begann und ihn bis zur spanischen Grenze führte. Im September 1940 wurde er für den Bau eines Treibstoff- und Munitionslagers in einem Waldgebiet nördlich von Warschau abgestellt.

### Stadtbaurat in Würzburg
Im Juni 1941 konnte Groß wieder nach Würzburg zurückkehren. Hier war er zwischenzeitlich und ohne sein Wissen am 20. Dezember 1940 in Abwesenheit zum neuen Stadtbaurat gewählt worden. Auf eine Ausschreibung hatte man verzichtet und sich mit einer positiven Stellungnahme Albert Speers vom 19. November 1940 begnügt. Groß – inzwischen Oberbaurat – konnte am 10. Juni 1941 dieses Amt übernehmen, da seine UK-Stellung von Gauleiter Hellmuth zwischenzeitlich erwirkt worden war.
In den nächsten eineinhalb Jahren widmete sich Groß nun dem neuen Wirtschaftsplan und der Planung für die Neugestaltung von Würzburg als Gauhauptstadt. Unterstützt wurde er hierbei u. a. von Hans Schädel, der aus Gesundheitsgründen nicht zur Wehrmacht eingezogen worden war. Die Entwurfsplanungen waren mit Unterbrechungen auch während der Abwesenheit von Groß weitergegangen und etwa zwischen Oktober und Dezember 1940 abgeschlossen worden. In einem Schreiben vom 19. Februar 1941 hatte der Generalbauinspektor Speer an den Reichsschatzmeister Franz Xaver Schwarz bereits den Planungsstand zusammengefasst: „Die städtebauliche Grundplanung ist beendet und vom Führer genehmigt worden. Am Fuße der Festung – auf der anderen Seite des Mains – wird eine Gauanlage entstehen, zu der Einzelentwürfe bis jetzt noch nicht angefertigt sind. Bearbeiter der städtischen Grundplanung ist der Architekt Baurat Groß, zur Zeit im Felde.“ Immer neue Varianten der Uferbebauung mündeten schließlich in eine vorläufige Endfassung vom Oktober 1941.
Am 13. Mai 1942 stellte Groß seine Planung sowie den überarbeiteten Wirtschaftsplan dem Stadtrat vor. Kernstück des städtebaulichen Neugestaltungskonzepts war ein durch den Main zweigeteiltes Gauforum. Auf der linksmainischen Seite waren die Monumentalbauten, wie Volkshalle, Glockenturm, Partei- und Verwaltungsgebäude usw. sowie der Aufmarschplatz vorgesehen, während auf der gegenüberliegenden Mainseite am Ende der Juliuspromenade verschiedene Kulturbauten mit Mainpromenade ein neues Erholungsgebiet entstehen lassen sollten. Besonderer Wert wurde auf eine optische Beziehung der beiden Uferbebauungen gelegt. Der aus der von Hitler favorisierten Planvariante „0“ entwickelte Plan Nr. E-300 bzw. die nachfolgenden Planentwicklungen mit den Bezeichnungen bis Nr. E 330, zeigen als Aufmarschplatz ein ca. 100 × 200 m großes offenes, parallel zum Flusslauf angeordnetes Rechteck, um das sich mehrere Bauten mit großen Innenhöfen für die Parteiverwaltung gruppieren. Der für Gauforen obligatorische Glockenturm war etwas abseits nördlich des Aufmarschplatzes vorgesehen. Terrassen, Außentreppen, Böschungs- und Stützmauern umgaben die im rechten Winkel zur Längsachse des Aufmarschplatzes geplante Volkshalle, die zwischen Deutschhaus- und Schottenangerkirche geschoben werden sollte. Der endgültige Neugestaltungsplan im Maßstab 1:200 und im Format 326 × 59 cm datiert vom 9. April 1942 und umfasst das gesamte Raumprogramm für die Neugestaltung von Würzburg, das weit über das bereits beschriebene Gauforum hinausgehen sollte. So waren von der Planung auch verschiedene städtische Bauten, wie das Theater, das Rathaus sowie das 1931 erbaute Kriegerdenkmal im Husarenwäldchen betroffen. Der Bau eines Parteihotels gehörte ebenso dazu, wie die Neubebauung von Markt-, Barbarossaplatz und Juliuspromenade sowie der Bau von zwei weiteren Mainbrücken. Sicher ist, dass die Groß’sche Planung einen massiven Eingriff in das überkommene Stadtbild vorsah. Im Gegensatz zu den entsprechenden Planungen in den anderen insgesamt 31 Neugestaltungsstädten, verzichtete das Plankonzept jedoch auf überdimensionierte und unmaßstäbliche Baukörper, wie sie als Ausdruck des nationalsozialistischen Herrschaftsanspruchs in Form einer programmatischen Einschüchterungsarchitektur bekannt sind. Angestrebt wurde vielmehr eine dezente Einfügung in das Stadtbild.
Neben diesen im Zeitpunkt der Planreife schon utopischen Entwürfen, plante Groß aber auch ganz profan und realistisch zwei Lager im Süden und Norden von Würzburg für die Unterbringung von je 450 bzw. 500 russischen Kriegsgefangenen, die in den Betrieben der Stadt eingesetzt wurden.
Ein Besuch des Präsidenten der Deutschen Akademie für Städtebau und Landesplanung, Reinhold Niemeyer, in Würzburg führte am 5. Januar 1943 zu seiner Abkommandierung an das zur Organisation Todt (OT) gehörende Technische Zentralamt des Reichskommissariats Ostland nach Riga. In Berlin absolvierte Groß noch eine Einarbeitungszeit und wurde dann im Rang eines OT-Oberbauleiters im März 1943 zum Leiter der „Technischen Planung Ost“ bestellt, mit dem Auftrag „Vorarbeiten für eine Friedensplanung“ für die Städte Riga, Libau und Reval durchzuführen sowie Planungen für die Schiffbarmachung der Düna und einen Kanal bis nach Südrussland zu entwerfen. Mit der Eroberung Rigas durch die Rote Armee am 13. Oktober 1944 war auch die Tätigkeit der OT dort beendet. Deren Mitarbeiter wurden über Danzig nach Breslau beordert, um im Eulengebirge am Bau des neuen Führerhauptquartiers „Riese“ eingesetzt zu werden. Für die Anforderung von KZ-Häftlingen, die für die Bauarbeiten in großen Mengen eingesetzt wurden, war Groß auch persönlich in Auschwitz. Er hatte den Auftrag, ca. zwei Dutzend OT-Einsatzstellen für die Bauarbeiten an dem neuen Hauptquartier zu erfassen und deren Tätigkeit zu koordinieren. Aber auch dieses Vorhaben konnte nicht mehr ausgeführt werden. Kurz vor dem Einschluss Breslaus durch die Rote Armee am 15. Februar 1945 wurde der OT-Stab Richtung Pölitz bei Stettin in Marsch gesetzt, um dort ein großes Hydrierwerk wieder instand zu setzen. Die vorrückende Front vereitelte jedoch auch dieses Vorhaben. Groß kehrte daher nach Berlin zurück und erhielt von dem OT-General Heinrich Roßkotten, der ehemals als Referendar beim ihm in Speyer tätig war, einen Urlaubsschein, mit dem er über Weimar in das durch die englische Bombardierung am 16. März 1945 völlig zerstörte Würzburg heimkehren konnte. Damit war für Groß der Krieg zu Ende. Der US-amerikanischen Gefangenschaft konnte er sich aufgrund der in seinem Wehrpass eingetragenen Entlassung aus der Wehrmacht im Jahre 1941 entziehen. Seine OT-Uniform hatte er im Wald vergraben.

### Nach dem Krieg
Bereits im April 1945 bezog Groß ein improvisiertes Büro in Würzburg, wo er noch bis zum 2. Juni 1946 als Stadtbaurat seine Amtsgeschäfte wahrnahm. Sein Personal bestand nach den großen Verlusten durch Tod und Gefangenschaft sowie den zahlreichen Entlassungen nur noch aus vier Mitarbeitern. Schließlich wurde auch Groß auf Druck der US-amerikanischen Militärregierung aus den Diensten der Stadt entlassen. Sein ehemaliger Mitarbeiter Schädel war bereits 1945 ausgeschieden und Dombaumeister geworden. Der vormalige Leiter des Hochbauamtes Rudolf Schlick war ebenfalls schon vor Groß entlassen worden. Otto Nürnberger war 1943 gefallen.
Groß richtete sich so notgedrungen als Privatarchitekt ein und war dank seiner Verbindungen auch schnell erfolgreich. Die gelungene Planung für den Neubau der Städtischen Sparkasse am Kürschnerhof 1948 zog in der Folgezeit weitere Aufträge aus Banken- und Kirchenkreisen nach sich. Groß war somit in der Lage, ein Angebot des neuen Würzburger Oberbürgermeisters Hans Löffler, wieder in städtische Dienste zu treten, mit der Bemerkung auszuschlagen, dass „ein politischer Ausrutscher mit einem Rückwärtssalto nicht ungeschehen gemacht werden (könne)“.
Seine letzten 20 Lebensjahre verbrachte Groß in einem Augsburger Altersheim, wo er am 5. Februar 1992 im Alter von 96 Jahren verstarb. Sein Nachlass wird vom Architekturmuseum München verwaltet.

## Bauten in Würzburg

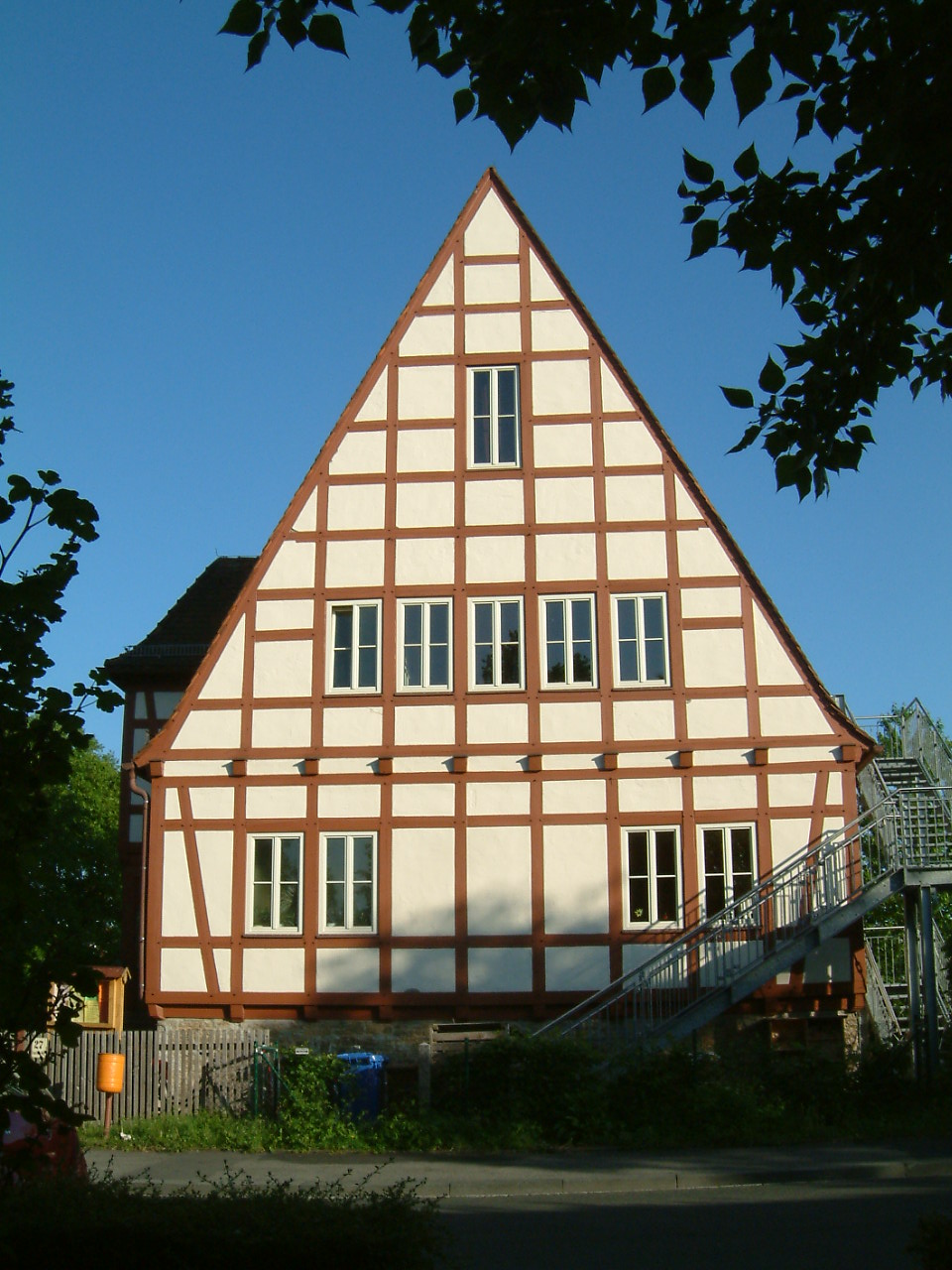
Ehemaliges HJ-Heim in Würzburg-Heidingsfeld, Arch. Hubert Groß

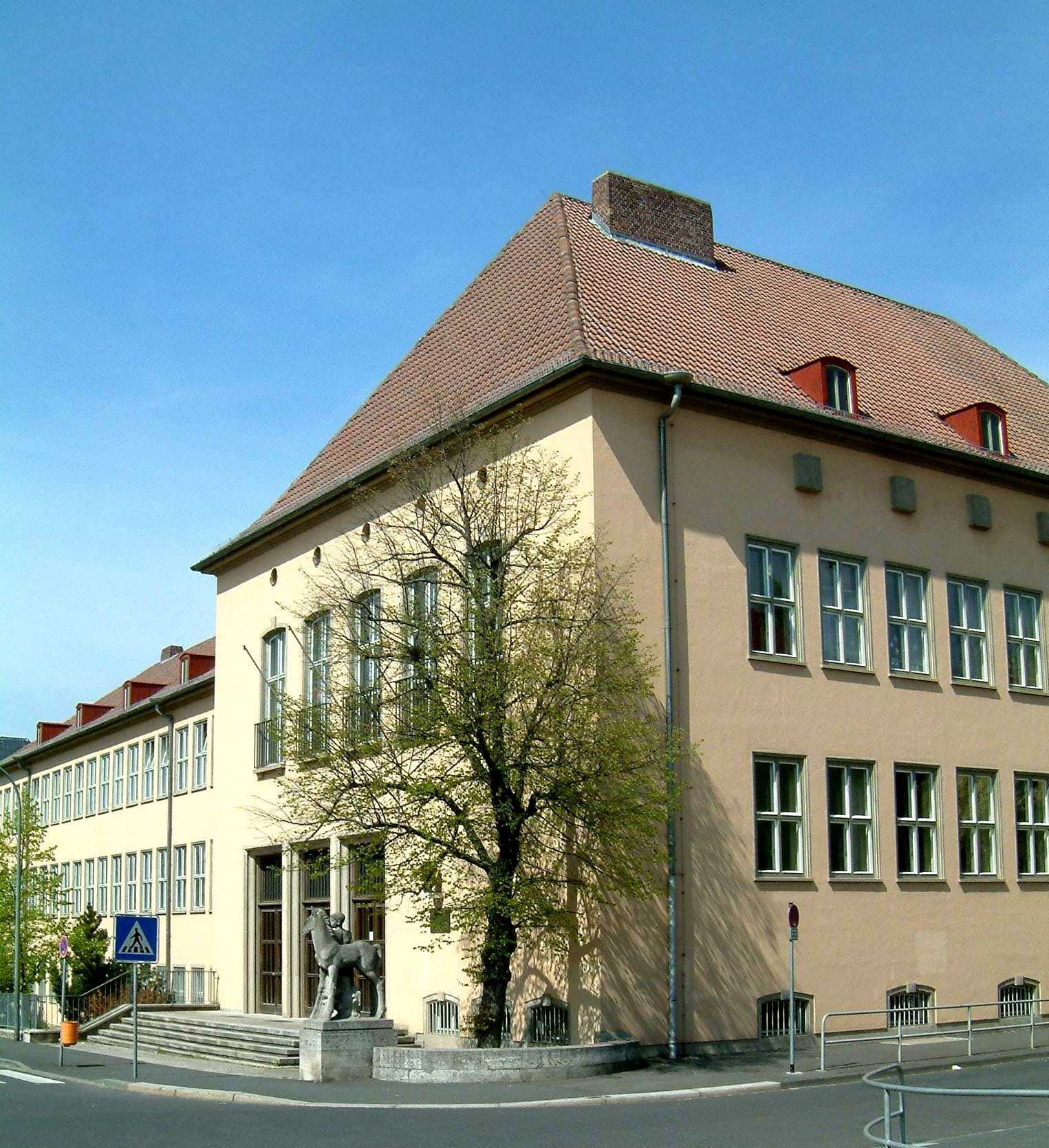
Ehemalige Bertholdschule in Würzburg von Hubert Groß

- 1935: Neue Jugendherberge, Burkarder Straße 44
- 1936–1938: Berthold-Schule, Von-Luxburg-Straße (heutige Goethe-Volksschule), im Buch von Gerdy Troost (Hrsg.): Bauen im Neuen Reich, Bd. II, Bayreuth 1943, auf S. 123 abgebildet; 49° 47′ 8,7″ N, 9° 57′ 7,43″ O
- 1936–1938: HJ-Heim in Würzburg-Heidingsfeld (heute Familienzentrum), Frau-Holle-Weg, Vollfachwerkbau im Heimatschutzstil, als Musterbeispiel im Buch von Gerdy Troost (Hrsg.): Bauen im Neuen Reich, Bd. II, Bayreuth 1943, auf S. 112 abgebildet; 49° 45′ 42,7″ N, 9° 56′ 12,8″ O
- 1936/1937: Sparkassen-Zweigstelle Eppstraße 13a (heute 15)
- 1932–1936: Lehmgrubensiedlung in Würzburg-Heidingsfeld
- 1934: Bauernpfadkolonie in Würzburg-Heidingsfeld, Kolonieweg 22–32
- 1933–1935: Laubengangkolonie, Frankfurter Straße, Brunostraße, Bohlleitenweg
- 1934/1935: Siedlung für Minderbemittelte, Nürnberger Straße / Am Faulenberg
- 1936–1938: Siedlung Keesburg, Damaschkestraße, Kettelerstraße, Schanzstraße, Bodelschwinghstraße und Cronthalstraße
- 1933/1934: Wohnbebauung Mainaustraße, Rotenhanstraße, Scharnhorststraße, Ysenburgstraße und Eiseneckstraße
- 1934: Kleinwohnungen, Robert-Koch-Straße
- 1936: Volkswohnungen, Petrinistraße 38–42, Wittelsbacher Platz 4–6, Wittelsbacher Straße 8–14, 25–27
- 1935/1936: Volkswohnungen, Rottendorfer Straße
- 1935: Weinprobierstube des Bürgerspitals „Zum Heiligen Geist“, Hofstall
- 1948: Städtische Sparkasse, Kürschnerhof
- 1953: Allgemeine Ortskrankenkasse, Kardinal-Faulhaber-Platz
- 1954: Nordsternhaus, Kaiserstraße / Röntgenring
- 1955: „Arena-Haus“, Domstraße / Sternplatz, Stahlbetonskelettbau mit Travertinverkleidung
- 1956: Geschäftshaus Kürschnerhof 7
- 1959/1960: Geschäftshaus Kürschnerhof 1